# Joventuts d'Acció Popular
Les Joventuts d'Acció Popular (en castellà, Juventudes de Acción Popular) (JAP) foren una organització juvenil espanyola d'ideologia dretana, primer del partit Acció Popular (AP) i, posteriorment, de la Confederació Espanyola de Dretes Autònomes (CEDA). Els seus membres eren coneguts popularment com els «camises verdes».

## Història
L'organització va ser originalment fundada el febrer de 1932 sota el nom de Joventuts d'Acció Nacional (JAN), com a branca juvenil del partit Acció Nacional, que un any després va canviar el nom a Acció Popular (AP); a partir d'aquest moment, les joventuts van adoptar el seu nom definitiu. En el seu manifest fundacional les JAP declaren la guerra al comunisme i a la maçoneria, «que en negar les tradicions d'Espanya, neguen a Espanya mateixa».
Aquell mateix any AP va passar a integrar-se a la Confederació Espanyola de Dretes Autònomes (CEDA), una coalició política de partits que es va crear per concórrer a les eleccions parlamentàries de 1933. Les joventuts es van convertir així en l'organització juvenil de la CEDA, destacant ja llavors pel seu paper en la mobilització i l'agitació. Els excel·lents resultats de la CEDA en les eleccions de 1933 van impulsar el seu líder, José María Gil-Robles, convertint-lo en el gran líder de la dreta i també del moviment juvenil. El fundador de les JAP i el seu primer líder va ser José María Valiente Soriano, que en una ocasió va arribar a declarar que volia «forjar homes nous, una joventut autèntica, alegre, optimista, espanyola […] no com aquesta altra, trista i aspra, avinagrada, farta de novel·les russes i filla indigna de l'anàrquica generació del 98». Després que Valiente fos expulsat de la CEDA i de les JAP el 1934, va ser reemplaçat per José María Pérez de Laborda, fins llavors vicepresident.
El 22 d'abril de 1934 van organitzar un acte de concentració, la seva primera assemblea nacional, a les proximitats del Monestir de l'Escorial, fet que causà un gran rebombori entre el públic de l'època. L'acte, que va congregar a al voltant de 20.000 assistents, va arribar a ser qualificat per José Antonio Primer de Rivera com un «espectacle feixista». Per la seva banda, Gil-Robles va triar a un conegut oficial de la Guàrdia Civil, Lisardo Doval, perquè dirigís l'ensinistrament militar dels esquadrons de les JAP.
Durant els anys de l'anomenat «Bienni conservador», les JAP van provocar nombrosos disturbis i altercats als carrers, per tal de crear un ambient que fes justificable la instauració d'un règim autoritari. Per exemple, en els primers mesos de 1934 van emprendre una campanya de confrontacions violentes contra membres de l'esquerra, en una acció que no s'havia vist des de la instauració de la Segona República el 1931.No obstant això, cal notar que, en el període de la II República, les organitzacions juvenils es caracteritzaven pel seu caràcter violent. En aquest sentit, unes i unes altres organitzacions escapaven amb freqüència al control dels seus respectius partits i amb la seva activitat violenta contradeien obertament l'activitat d'aquests al Parlament. Van fer-se seu el lema «Espanya, una; Espanya, justa; Espanya, imperi». Durant la campanya electoral de 1936 les JAP van adoptar lemes que s'assemblaven al llenguatge empleat per Hitler i Mussolini.
La derrota de la CEDA en les eleccions de febrer de 1936 va deixar a la coalició de dretes immersa en una profunda crisi. Molts dels seus joves es van veure llavors defraudats per la política de Gil-Robles durant els anys anteriors, en considerar que havia malgastat l'ocasió de prendre el poder. Al llarg de la primavera següent uns 15.000 membres van abandonar les JAP i van passar a integrar les files de la Falange Espanyola de José Antonio Primo de Rivera. El diputat conservador Ramón Serrano Suñer, malgrat formar part del grup parlamentari de la CEDA, va ser un dels quals va animar a les joventuts cedistes a passar-se a les files del partit feixista. Paradoxalment, aquest moviment de militants va portar al reforçament de la Falange, que en les eleccions de febrer havia collit un rotund fracàs i que a més s'havia vist molt afeblida per l'acció policial contra els seus locals o per les detencions de militants. Poc abans del començament de la Guerra civil les JAP encara tenien en les seves files uns 12.000 membres. Les JAP van deixar d'existir efectivament l'abril de 1937, després de la introducció del Decret d'Unificació.

## Característiques
Els membres JAP portaven una indumentària formada per camises verdes i feien una salutació que imitava la salutació feixista en elevar el braç fins a la meitat cap a dalt. L'ambigüitat de la salutació s'adeia molt bé amb l'ambigüitat política i ideològica de la CEDA.
Bona part dels seus membres eren estudiants, mentre que molts altres procedien dels sectors obrers. En els actes públics les joventuts van mostrar una clara inclinació i influència feixistes, inspirats pels moviments juvenils de l'Alemanya nazi i la Itàlia feixista. Defensaven l'ocupació de mètodes autoritaris i en última instància, la instauració d'un estat corporatiu. Per a Hugh Thomas constituïen un «grup excitat i impacient de senyorets».

## Publicacions
Durant la seva curta existència les Joventuts d'Acció Popular van comptar amb diferents òrgans d'expressió. Entre 1934 i 1936 es va editar a Madrid una revista, JAP, que es va publicar amb caràcter setmanal i que va constituir la publicació més important de tots els òrgans de les Joventuts d'Acció Popular. En altres punts de la geografia estatal també es van editar publicacions, amb diferent durada i importància. A Palma s'hi va editar entre 1935 i 1936 el setmanari Acción, d'escassa influència. A Àvila s'hi va editar entre 1933 i 1934 l'òrgan juvenil J.A.P., de publicació quinzenal. A Màlaga les joventuts van editar-hi el setmanari Adelante.